# ジョブチューン アノ職業のヒミツぶっちゃけます!
『ジョブチューン アノ職業のヒミツぶっちゃけます!』（ジョブチューン アノしょくぎょうのヒミツぶっちゃけます!）は、TBSテレビ系列で2013年2月2日から毎週土曜日（JST）に放送されている職業型バラエティ番組で、ネプチューン（名倉潤・原田泰造・堀内健）の冠番組でもある。通称『ジョブチューン』。
開始当初は19:56 - 20:54に放送していたが、2017年10月からは、TBSテレビの火・金曜日21時台番組以外のゴールデンタイム・プライムタイムのレギュラー番組の正時スタート化に伴って4分短縮し、20:00 - 20:54の放送となった。その後2019年4月20日の2時間スペシャルからは正式に通常編成時の放送時間を20:00 - 21:00にする（同年3月まで放送の「JNNフラッシュニュース土曜版」は廃枠）。レギュラー化の前に、2011年から4回にわたり、単発番組として放送されている。
本項では、TBSラジオで放送されていた関連番組『ジョブチューンR』についても記述する。

## 概要
表に現れない職業の秘密を、「プロフェッショナル」の口から紹介する。番組名の由来は、職業を表す「ジョブ」と「ネプチューン」を組み合わせた造語。一時期を境に通常1時間での放送はほぼなくなり、本来は19時台の1時間番組である『炎の体育会TV』（→『熱狂マニアさん!』）と隔週交代での2時間スペシャルが大半となっている。2015年8月8日放送分は、2014年2月22日放送分以来の通常放送となった。その後、同年9月5日 - 19日には3週連続で通常放送、3週連続での通常枠での放送は、放送開始以来初である。その後2015年10月17日・11月14日・11月21日・12月5日と2016年1月30日・2月6日・2月20日・2月27日・4月23日・4月30日も通常放送された。この後2016年5月7日には19:56 - 21:48での2時間SPを放送し（『体育会TV』は通常放送）、5月14日・6月4日も通常放送、9月10日・9月17日には3ヶ月振り（2週連続では5ヶ月振り）の通常放送。11月5日には2ヶ月弱振りの通常放送、11月19日・12月3日も通常放送。
2017年以降は、1時間刻みでの通常編成で放送された実績は1度もなく、元号が令和になって以降も全ての放送回において2時間以上のSPとして放送されている。また、21時台の『日立 世界・ふしぎ発見!』が終了した2024年4月以降は、19時台の『熱狂マニアさん!』を1時間の通常編成としたうえで、編成上の『ふしぎ発見!』の後番組である『世の中なんでもHOWマッチ いくらかわかる金?』と隔週交代で2時間スペシャルを組む傾向にある。
単発特番第4弾では、効果音が一部リニューアルされた。
2013年11月2日は2時間スペシャルを放送の予定だったが、『プロ野球日本シリーズ・第6戦 東北楽天×巨人』に差し替えられ、翌週の9日に放送された。
2017年10月から、『炎の体育会TV』の枠が拡大され、本番組を4分縮小となった。『8時です!みんなのモンダイ』以来12年ぶりに20時スタートとなる。なお、この期間中には一度も通常枠での放送は無かった。
2019年4月から、『JNNフラッシュニュース』土曜版が廃止され、本番組を6分拡大した。この期間中にも一度も通常枠での放送は無かった。
2019年5月18日以降は、コンビニやスーパーの商品、飲食店のメニューをジャッジしトップ10を決める「VS超一流料理人」や市販の調味料等をどこまで美味しく出来るかを競う「超一流料理人アレンジバトル」がメインとなった。
2021年元日に3時間スペシャルとして、初めて金曜日の18:00 - 21:00に放送された。
2021年3月、パイロット版からMCを務めてきた田中みな実がMCを卒業。後任はTBSアナウンサーの山本里菜が務める。
2022年元日は土曜日に当たったため、2年連続で元日スペシャル、加えて17:00 - 21:00と初の4時間スペシャルとなった。
2023年元日は日曜日に放送、2年連続で17:00 - 21:00の4時間スペシャルとなった。
2023年2月4日放送分で、放送開始10周年を迎えた。
2023年9月16日、山本里菜がTBSテレビを10月末に退社しフリー転向のため、MCを退任した。これ以降、スタジオ進行は現職のTBSテレビの女性アナウンサーが交替制で担当している。

## 出演者
☆は前番組の『ネプの超法則!!』より続投、★は前々番組の『サタネプ☆ベストテン』以来の出演。

### レギュラー版

#### MC
- 名倉潤・原田泰造（ネプチューン）☆
  - 名倉は2019年8月1日から、うつ病で休養に入り、8月31日放送分から原田と堀内のみで進行していた。11月9日放送分より復帰している。

#### レギュラーパネラー
- 堀内健（ネプチューン）☆
  - 堀内は、2016年10月1日は欠席し、新川優愛が代役で座った。
- バナナマン（設楽統・日村勇紀、2013年4月13日 - ）
- 土田晃之（お笑いタレント、2014年1月11日 - ）

#### 進行
いずれも担当の時点でTBSテレビの現職アナウンサーで、特記しない限りスタジオで担当。括弧内は初出演時の日程である。
- 杉山真也 - 超一流料理人によるジャッジコーナー
  - 収録へ参加できない場合には、同僚の男性アナウンサー（赤荻歩、小笠原亘、新タ悦男、小沢光葵、高柳光希、南波雅俊など）がジャッジコーナーを進行。
- 若林有子（2023年10月28日）
- 近藤夏子（2023年11月18日）
- 宇内梨沙（2023年12月2日）
- 佐々木舞音（2024年1月6日）
- 田村真子（2024年1月20日）
- 日比麻音子（2024年8月17日） ‐ 特別版（東京ディズニーリゾート内でのロケ）進行
- 吉村恵里子（2024年9月14日）
- 南後杏子（2025年2月15日）

#### 過去の出演者
- 田中みな実★（元TBSアナウンサー、2013年2月2日 - 2021年3月13日[4]）- スタジオ進行
- 山本里菜（当時TBSアナウンサー、2021年4月3日 - 2023年9月16日）- スタジオ進行

### パイロット版

#### MC
- 名倉潤・原田泰造☆（ネプチューン）
- 田中みな実★（当時TBSアナウンサー）

#### パネラー
- 堀内健☆（ネプチューン）
- ビビる大木（お笑いタレント、単発特番第1弾・単発特番第3弾）
- 柴田理恵（女優、単発特番第2弾）
- 土田晃之（お笑いタレント、単発特番第2弾）
- トリンドル玲奈（モデル、単発特番第2弾）
- 綾部祐二（ピース、単発特番第2弾）
- 千原ジュニア（千原兄弟単発特番第3弾）
- 高畑淳子（女優、単発特番第3弾）
- 勝俣州和（お笑いタレント、単発特番第3弾）
- 鈴木奈々（モデル、単発特番第3弾）
- カンニング竹山（お笑いタレント、単発特番第4弾）
- 菊地亜美（タレント、単発特番第4弾）
- 設楽統（バナナマン、単発特番第4弾）
- 島崎和歌子（歌手、単発特番第4弾）
- ロッチ（コカドケンタロウ・中岡創一、単発特番第4弾）

#### プロフェッショナル
単発特番第1弾
- 魚谷香織（ボートレーサー）
- 栗城史多（登山家）
- 寺門嘉之（潜水士）
- 前川宗（戦闘機パイロット）
- 宮嶋茂樹（戦場カメラマン）
- 山崎直子（宇宙飛行士）

単発特番第2弾
- 石破茂（国会議員）
- 桂由美（デザイナー）
- 清原和博（元プロ野球選手）
- 工藤栄（南極観測隊）
- 高橋尚成（メジャーリーガー）
- 飛松五男（元刑事）
- 中澤佑二（プロサッカー選手）
- 南淵明宏（医師）
- 萩谷麻衣子（弁護士）

単発特番第3弾
- 亀田興毅（プロボクサー）
- 黒川暁子（キャビンアテンダント）
- 新庄剛志（元プロ野球選手）
- 鈴木福（子役）
- 宗万真弓（探偵）
- 飛松五男（元刑事）
- 冨永愛（トップモデル）
- 野口聡一（宇宙飛行士）
- 半田俊哉（美容外科医）
- 丸山桂里奈（女子プロサッカー選手）
- 道廣直幹（航空機パイロット）
- 吉岡俊一（潜水艦元艦長）

単発特番第4弾
- アントニオ猪木（元プロレスラー）
- 飯嶋一樹（しんかい6500パイロット）
- 大友愛（女子バレーボール日本代表）
- コシノジュンコ（デザイナー）
- 高嶋ちさ子（ヴァイオリニスト）
- 高部正樹（元傭兵）
- 武田修宏（元プロサッカー選手）
- 飛松五男（元刑事）
- 花田虎上（元横綱・若乃花）
- 東国原英夫（元宮崎県知事）
- 古川聡（宇宙飛行士）
- 魔裟斗（元K-1世界王者）
- 松田丈志（競泳日本代表）
- 元木大介（元プロ野球選手）

## ネット局

### 単発特番第1弾
| 放送対象地域 | 放送局                | 系列    | 放送日時                               | 遅れ日数   |
| ------------ | --------------------- | ------- | -------------------------------------- | ---------- |
| 関東広域圏   | TBSテレビ（TBS）      | TBS系列 | 2011年7月2日 0:20 - 1:20（1日深夜）    | 制作局     |
| 長野県       | 信越放送（SBC）       | TBS系列 | 2011年7月2日 0:20 - 1:20（1日深夜）    | 同時ネット |
| 静岡県       | 静岡放送（SBS）       | TBS系列 | 2011年7月2日 0:20 - 1:20（1日深夜）    | 同時ネット |
| 石川県       | 北陸放送（MRO）       | TBS系列 | 2011年7月2日 0:20 - 1:20（1日深夜）    | 同時ネット |
| 山形県       | テレビユー山形（TUY） | TBS系列 | 2011年7月6日 23:50 - 翌0:50            | 5日遅れ    |
| 中京広域圏   | 中部日本放送（CBC）   | TBS系列 | 2011年7月17日 0:34 - 1:34（16日深夜）  | 15日遅れ   |
| 北海道       | 北海道放送（HBC）     | TBS系列 | 2011年7月27日 23:50 - 翌0:50           | 26日遅れ   |
| 福岡県       | RKB毎日放送（RKB）    | TBS系列 | 2011年7月27日 23:50 - 翌0:50           | 26日遅れ   |
| 鹿児島県     | 南日本放送（MBC）     | TBS系列 | 2011年8月13日 15:54 - 16:54            | 43日遅れ   |
| 近畿広域圏   | 毎日放送（MBS）       | TBS系列 | 2011年9月3日 15:30 - 16:30             | 64日遅れ   |
| 大分県       | 大分放送（OBS）       | TBS系列 | 2011年9月4日 15:00 - 16:00             | 65日遅れ   |
| 宮城県       | 東北放送（TBC）       | TBS系列 | 2011年9月6日 0:40 - 1:40（5日深夜）    | 66日遅れ   |
| 新潟県       | 新潟放送（BSN）       | TBS系列 | 2011年10月13日 0:45 - 1:45（12日深夜） | 103日遅れ  |
| 広島県       | 中国放送（RCC）       | TBS系列 | 2012年1月9日 23:50 - 翌0:50            | 192日遅れ  |
| 愛媛県       | あいテレビ（itv）     | TBS系列 | 2012年5月6日 14:00 - 15:00             | 310日遅れ  |
| 福島県       | テレビユー福島（TUF） | TBS系列 | 2012年8月6日 23:50 - 翌0:50            | 402日遅れ  |

### 単発特番第2弾
| 放送対象地域   | 放送局                    | 系列    | 放送日時                    | 遅れ日数   |
| -------------- | ------------------------- | ------- | --------------------------- | ---------- |
| 関東広域圏     | TBSテレビ（TBS）          | TBS系列 | 2011年12月8日 19:00 - 20:54 | 制作局     |
| 北海道         | 北海道放送（HBC）         | TBS系列 | 2011年12月8日 19:00 - 20:54 | 同時ネット |
| 青森県         | 青森テレビ（ATV）         | TBS系列 | 2011年12月8日 19:00 - 20:54 | 同時ネット |
| 宮城県         | 東北放送（TBC）           | TBS系列 | 2011年12月8日 19:00 - 20:54 | 同時ネット |
| 山形県         | テレビユー山形（TUY）     | TBS系列 | 2011年12月8日 19:00 - 20:54 | 同時ネット |
| 福島県         | テレビユー福島（TUF）     | TBS系列 | 2011年12月8日 19:00 - 20:54 | 同時ネット |
| 山梨県         | テレビ山梨（UTY）         | TBS系列 | 2011年12月8日 19:00 - 20:54 | 同時ネット |
| 新潟県         | 新潟放送（BSN）           | TBS系列 | 2011年12月8日 19:00 - 20:54 | 同時ネット |
| 静岡県         | 静岡放送（SBS）           | TBS系列 | 2011年12月8日 19:00 - 20:54 | 同時ネット |
| 富山県         | チューリップテレビ（TUT） | TBS系列 | 2011年12月8日 19:00 - 20:54 | 同時ネット |
| 石川県         | 北陸放送（MRO）           | TBS系列 | 2011年12月8日 19:00 - 20:54 | 同時ネット |
| 岡山県・香川県 | 山陽放送（RSK）           | TBS系列 | 2011年12月8日 19:00 - 20:54 | 同時ネット |
| 愛媛県         | あいテレビ（itv）         | TBS系列 | 2011年12月8日 19:00 - 20:54 | 同時ネット |
| 長崎県         | 長崎放送（NBC）           | TBS系列 | 2011年12月8日 19:00 - 20:54 | 同時ネット |
| 熊本県         | 熊本放送（RKK）           | TBS系列 | 2011年12月8日 19:00 - 20:54 | 同時ネット |
| 鹿児島県       | 南日本放送（MBC）         | TBS系列 | 2011年12月8日 19:00 - 20:54 | 同時ネット |
| 福岡県         | RKB毎日放送（RKB）        | TBS系列 | 2012年1月3日 12:00 - 14:00  | 26日遅れ   |
| 広島県         | 中国放送（RCC）           | TBS系列 | 2012年1月14日 14:00 - 15:54 | 37日遅れ   |
| 鳥取県・島根県 | 山陰放送（BSS）           | TBS系列 | 2012年1月15日 14:00 - 15:54 | 38日遅れ   |
| 大分県         | 大分放送（OBS）           | TBS系列 | 2012年1月15日 15:00 - 16:54 | 38日遅れ   |
| 岩手県         | IBC岩手放送（IBC）        | TBS系列 | 2012年2月9日 13:55 - 15:50  | 63日遅れ   |
| 山口県         | テレビ山口（tys）         | TBS系列 | 2012年4月5日 19:00 - 20:54  | 119日遅れ  |
| 中京広域圏     | 中部日本放送（CBC）       | TBS系列 | 2012年5月3日 14:59 - 16:50  | 147日遅れ  |

### 単発特番第3弾
| 放送対象地域   | 放送局                    | 系列    | 放送日時                    | 遅れ日数   |
| -------------- | ------------------------- | ------- | --------------------------- | ---------- |
| 関東広域圏     | TBSテレビ（TBS）          | TBS系列 | 2012年4月26日 19:00 - 20:54 | 制作局     |
| 青森県         | 青森テレビ（ATV）         | TBS系列 | 2012年4月26日 19:00 - 20:54 | 同時ネット |
| 岩手県         | IBC岩手放送（IBC）        | TBS系列 | 2012年4月26日 19:00 - 20:54 | 同時ネット |
| 山形県         | テレビユー山形（TUY）     | TBS系列 | 2012年4月26日 19:00 - 20:54 | 同時ネット |
| 福島県         | テレビユー福島（TUF）     | TBS系列 | 2012年4月26日 19:00 - 20:54 | 同時ネット |
| 山梨県         | テレビ山梨（UTY）         | TBS系列 | 2012年4月26日 19:00 - 20:54 | 同時ネット |
| 長野県         | 信越放送（SBC）           | TBS系列 | 2012年4月26日 19:00 - 20:54 | 同時ネット |
| 新潟県         | 新潟放送（BSN）           | TBS系列 | 2012年4月26日 19:00 - 20:54 | 同時ネット |
| 静岡県         | 静岡放送（SBS）           | TBS系列 | 2012年4月26日 19:00 - 20:54 | 同時ネット |
| 富山県         | チューリップテレビ（TUT） | TBS系列 | 2012年4月26日 19:00 - 20:54 | 同時ネット |
| 石川県         | 北陸放送（MRO）           | TBS系列 | 2012年4月26日 19:00 - 20:54 | 同時ネット |
| 鳥取県・島根県 | 山陰放送（BSS）           | TBS系列 | 2012年4月26日 19:00 - 20:54 | 同時ネット |
| 岡山県・香川県 | 山陽放送（RSK）           | TBS系列 | 2012年4月26日 19:00 - 20:54 | 同時ネット |
| 愛媛県         | あいテレビ（itv）         | TBS系列 | 2012年4月26日 19:00 - 20:54 | 同時ネット |
| 長崎県         | 長崎放送（NBC）           | TBS系列 | 2012年4月26日 19:00 - 20:54 | 同時ネット |
| 熊本県         | 熊本放送（RKK）           | TBS系列 | 2012年4月26日 19:00 - 20:54 | 同時ネット |
| 北海道         | 北海道放送（HBC）         | TBS系列 | 2012年5月5日 13:00 - 15:00  | 9日遅れ    |
| 宮崎県         | 宮崎放送（MRT）           | TBS系列 | 2012年5月26日 14:00 - 15:54 | 30日遅れ   |
| 近畿広域圏     | 毎日放送（MBS）           | TBS系列 | 2012年5月27日 12:59 - 14:58 | 31日遅れ   |
| 鹿児島県       | 南日本放送（MBC）         | TBS系列 | 2012年5月27日 14:00 - 15:54 | 31日遅れ   |
| 福岡県         | RKB毎日放送（RKB）        | TBS系列 | 2012年6月3日 15:00 - 17:00  | 38日遅れ   |
| 宮城県         | 東北放送（TBC）           | TBS系列 | 2012年6月17日 14:00 - 16:00 | 52日遅れ   |
| 広島県         | 中国放送（RCC）           | TBS系列 | 2012年6月21日 19:00 - 20:54 | 56日遅れ   |
| 大分県         | 大分放送（OBS）           | TBS系列 | 2012年7月15日 15:00 - 16:54 | 80日遅れ   |
| 山口県         | テレビ山口（tys）         | TBS系列 | 2012年8月25日 12:55 - 14:50 | 121日遅れ  |

### 単発特番第4弾
| 放送対象地域   | 放送局                    | 系列           | 放送日時                     | 遅れ日数   |
| -------------- | ------------------------- | -------------- | ---------------------------- | ---------- |
| 関東広域圏     | TBSテレビ（TBS）          | TBS系列        | 2012年9月27日 19:00 - 20:54  | 制作局     |
| 青森県         | 青森テレビ（ATV）         | TBS系列        | 2012年9月27日 19:00 - 20:54  | 同時ネット |
| 岩手県         | IBC岩手放送（IBC）        | TBS系列        | 2012年9月27日 19:00 - 20:54  | 同時ネット |
| 宮城県         | 東北放送（TBC）           | TBS系列        | 2012年9月27日 19:00 - 20:54  | 同時ネット |
| 山形県         | テレビユー山形（TUY）     | TBS系列        | 2012年9月27日 19:00 - 20:54  | 同時ネット |
| 福島県         | テレビユー福島（TUF）     | TBS系列        | 2012年9月27日 19:00 - 20:54  | 同時ネット |
| 山梨県         | テレビ山梨（UTY）         | TBS系列        | 2012年9月27日 19:00 - 20:54  | 同時ネット |
| 新潟県         | 新潟放送（BSN）           | TBS系列        | 2012年9月27日 19:00 - 20:54  | 同時ネット |
| 静岡県         | 静岡放送（SBS）           | TBS系列        | 2012年9月27日 19:00 - 20:54  | 同時ネット |
| 富山県         | チューリップテレビ（TUT） | TBS系列        | 2012年9月27日 19:00 - 20:54  | 同時ネット |
| 石川県         | 北陸放送（MRO）           | TBS系列        | 2012年9月27日 19:00 - 20:54  | 同時ネット |
| 近畿広域圏     | 毎日放送（MBS）           | TBS系列        | 2012年9月27日 19:00 - 20:54  | 同時ネット |
| 鳥取県・島根県 | 山陰放送（BSS）           | TBS系列        | 2012年9月27日 19:00 - 20:54  | 同時ネット |
| 岡山県・香川県 | 山陽放送（RSK）           | TBS系列        | 2012年9月27日 19:00 - 20:54  | 同時ネット |
| 山口県         | テレビ山口（tys）         | TBS系列        | 2012年9月27日 19:00 - 20:54  | 同時ネット |
| 愛媛県         | あいテレビ（itv）         | TBS系列        | 2012年9月27日 19:00 - 20:54  | 同時ネット |
| 福岡県         | RKB毎日放送（RKB）        | TBS系列        | 2012年9月27日 19:00 - 20:54  | 同時ネット |
| 長崎県         | 長崎放送（NBC）           | TBS系列        | 2012年9月27日 19:00 - 20:54  | 同時ネット |
| 熊本県         | 熊本放送（RKK）           | TBS系列        | 2012年9月27日 19:00 - 20:54  | 同時ネット |
| 大分県         | 大分放送（OBS）           | TBS系列        | 2012年10月14日 13:00 - 14:54 | 17日遅れ   |
| 鹿児島県       | 南日本放送（MBC）         | TBS系列        | 2012年10月21日 15:00 - 16:54 | 24日遅れ   |
| 中京広域圏     | 中部日本放送（CBC）       | TBS系列        | 2012年12月26日 13:55 - 15:51 | 90日遅れ   |
| 北海道         | 北海道放送（HBC）         | TBS系列        | 2013年1月12日 15:00 - 17:00  | 107日遅れ  |
| 秋田県         | 秋田放送（ABS）           | 日本テレビ系列 | 2013年2月9日 14:00 - 15:55   | 135日遅れ  |
| 広島県         | 中国放送（RCC）           | TBS系列        | 2013年2月10日 15:00 - 17:00  | 136日遅れ  |

### レギュラー版
| 放送対象地域   | 放送局                    | 系列    | 放送期間       | 放送日時           | ネット状況 |
| -------------- | ------------------------- | ------- | -------------- | ------------------ | ---------- |
| 関東広域圏     | TBSテレビ（TBS）          | TBS系列 | 2013年2月2日 - | 土曜 20:00 - 21:00 | 制作局     |
| 北海道         | 北海道放送（HBC）         | TBS系列 | 2013年2月2日 - | 土曜 20:00 - 21:00 | 同時ネット |
| 青森県         | 青森テレビ（ATV）         | TBS系列 | 2013年2月2日 - | 土曜 20:00 - 21:00 | 同時ネット |
| 岩手県         | IBC岩手放送（IBC）        | TBS系列 | 2013年2月2日 - | 土曜 20:00 - 21:00 | 同時ネット |
| 宮城県         | 東北放送（tbc）           | TBS系列 | 2013年2月2日 - | 土曜 20:00 - 21:00 | 同時ネット |
| 山形県         | テレビユー山形（TUY）     | TBS系列 | 2013年2月2日 - | 土曜 20:00 - 21:00 | 同時ネット |
| 福島県         | テレビユー福島（TUF）     | TBS系列 | 2013年2月2日 - | 土曜 20:00 - 21:00 | 同時ネット |
| 山梨県         | テレビ山梨（UTY）         | TBS系列 | 2013年2月2日 - | 土曜 20:00 - 21:00 | 同時ネット |
| 長野県         | 信越放送（SBC）           | TBS系列 | 2013年2月2日 - | 土曜 20:00 - 21:00 | 同時ネット |
| 新潟県         | 新潟放送（BSN）           | TBS系列 | 2013年2月2日 - | 土曜 20:00 - 21:00 | 同時ネット |
| 静岡県         | 静岡放送（SBS）           | TBS系列 | 2013年2月2日 - | 土曜 20:00 - 21:00 | 同時ネット |
| 富山県         | チューリップテレビ（TUT） | TBS系列 | 2013年2月2日 - | 土曜 20:00 - 21:00 | 同時ネット |
| 石川県         | 北陸放送（MRO）           | TBS系列 | 2013年2月2日 - | 土曜 20:00 - 21:00 | 同時ネット |
| 中京広域圏     | CBCテレビ（CBC）          | TBS系列 | 2013年2月2日 - | 土曜 20:00 - 21:00 | 同時ネット |
| 近畿広域圏     | 毎日放送（MBS）           | TBS系列 | 2013年2月2日 - | 土曜 20:00 - 21:00 | 同時ネット |
| 鳥取県・島根県 | 山陰放送（BSS）           | TBS系列 | 2013年2月2日 - | 土曜 20:00 - 21:00 | 同時ネット |
| 岡山県・香川県 | RSK山陽放送（RSK）        | TBS系列 | 2013年2月2日 - | 土曜 20:00 - 21:00 | 同時ネット |
| 広島県         | 中国放送（RCC）           | TBS系列 | 2013年2月2日 - | 土曜 20:00 - 21:00 | 同時ネット |
| 山口県         | テレビ山口（tys）         | TBS系列 | 2013年2月2日 - | 土曜 20:00 - 21:00 | 同時ネット |
| 愛媛県         | あいテレビ（itv）         | TBS系列 | 2013年2月2日 - | 土曜 20:00 - 21:00 | 同時ネット |
| 高知県         | テレビ高知（KUTV）        | TBS系列 | 2013年2月2日 - | 土曜 20:00 - 21:00 | 同時ネット |
| 福岡県         | RKB毎日放送（RKB）        | TBS系列 | 2013年2月2日 - | 土曜 20:00 - 21:00 | 同時ネット |
| 長崎県         | 長崎放送（NBC）           | TBS系列 | 2013年2月2日 - | 土曜 20:00 - 21:00 | 同時ネット |
| 熊本県         | 熊本放送（RKK）           | TBS系列 | 2013年2月2日 - | 土曜 20:00 - 21:00 | 同時ネット |
| 大分県         | 大分放送（OBS）           | TBS系列 | 2013年2月2日 - | 土曜 20:00 - 21:00 | 同時ネット |
| 宮崎県         | 宮崎放送（MRT）           | TBS系列 | 2013年2月2日 - | 土曜 20:00 - 21:00 | 同時ネット |
| 鹿児島県       | 南日本放送（MBC）         | TBS系列 | 2013年2月2日 - | 土曜 20:00 - 21:00 | 同時ネット |
| 沖縄県         | 琉球放送（RBC）           | TBS系列 | 2013年2月2日 - | 土曜 20:00 - 21:00 | 同時ネット |

## スタッフ

### レギュラー版（2025年6月以降）
- ナレーター：服部潤（前々番組の『サタネプ☆ベストテン』も担当）【毎週】、佐藤朱【週替り】
- 構成：中野俊成、寺田智和、相澤昇、岩本哲也、安部裕之、坂井龍太、山﨑大悟
- TM：重地渉
- TD：宮下政人（以前は撮影）、村井陽亮【週替り】
- VE：浦里麻也、北澤希美【週替り】
- 撮影：渡邊紘也
- 音声：深田瑠美子
- 照明：加藤美和子
- 編集：磯田真【毎週】、千原海斗、堀江毬愛【週替り】
- MA：佐藤龍志
- 音効：竹田周二、石川眞士
- 美術プロデューサー：海上泰隆（以前は美術制作→美術デザイナー）
- 美術デザイナー：松永陽登（2023年2月-）、村山柚香（2024年7月6日-）
- 美術ディレクター︰海老原修一（2024年7月6日-）、磯山直美（2023年11月-）、矢納釆佳（矢納→2023年2月4日-、以前は美術ディレクター）（全員→2025年5月24日-、同年2025年5月10日までは美術制作）
- 大道具装置：相良比佐夫（2025年5月10日-、同年4月26日までは大道具）
- 大道具操作：岡田健助（2025年5月10日-、同年4月26日までは操作）
- 電飾：阿部達矢
- 小道具：東山浩美
- 生花：東田佳世
- アクリル装飾：上野彰子（2024年7月6日-）
- 衣装：岡崎貴子
- ヘアメイク：馬場景子（2025年4月26日-）
- タイトル：山元隼一、Digicon6
- イラスト：雑賀建郎【毎週】、グレートインターナショナル、K-WORK株式会社、雑賀正剛、株式会社森三平【不定期】
- CG：The king maker
- フードコーディネーター：伊藤佳明【毎週】、川崎泰代、雫石朝香、石田有花、中村彩絵、神保由美子【不定期】
- WEB：花田貴昭
- データ放送：真木隼人（2024年7月6日-）
- 配信：森岡史典（2024年7月6日-）
- 協力：東京オフラインセンター、PIXTA
- 制作協力：TBS SPARKLE（旧:TBSVISION、ドリマックス、2019年1月12日 - ）、ダイジョブス／ワタナベエンターテインメント
- デスク：鈴木里奈
- TK：飯塚愛美
- リサーチ：梶塚兼利
- 編成：丸茂宏太郎（2024年7月6日-）
- SNS：春日美咲（2025年4月12日-）
- AD：武富裕哉（TBS SPARKLE）、松田千里、松井沙和、中川裕美子、伊藤舞花、西井菜々穂、高橋奈央子、星野開斗、髙橋健太、佐原裕介、佐藤大地、小堀航太朗、山岡訓子、山下雄司、冨宇賀かえで、山下愛梨、髙橋里空、久保田湧介、大胡田柴薫、上田彩加、清水景織子、喜屋武剣也、關根千聖、篠佑治、津川涼香【週替り】
- AP：岩崎ゆかり（オフィス神天）、熊谷侑菜、諏訪拓朗、久川奈緒子（久川→以前は毎週AD）【週替り】
- 制作進行：下原亜紀子
- ディレクター：水口健司（シオプロ）【毎週】、藤原将人、守屋茂員、吉田直也、着本大貴・金光泰一・桑村洋史（TBS SPARKLE）、宮田智久（typhoon film、以前は演出兼務）、鷹中亮介、境太資、徳田季里、有田直美・丸谷水希・林広太郎・猪狩智子・遠藤徹・南ひいろ（ダイジョブス）、新垣夏貴、新井大聖、大内優介、坂口英雄、永留佑城（BMC）、大塚亮輔、増田涼（着本・金光・猪狩・新井・永留・大塚・増田→以前はAD、南→一時離脱►復帰）【週替り】
- ディレクター/演出：流郷敏隆・高市輝久（TBS SPARKLE）、町田有史（共に以前はディレクター、町田→一時離脱►復帰）【週替り、回によって異なる】
- 演出：森本充（以前はディレクター）、前島隆昭（ダイジョブス）【週替り】
- 総合演出：原田薫（2020年10月10日-、以前は演出→チーフディレクター）
- プロデューサー：池田尚弘（2024年7月6日-）、白畑将一（2024年11月-）【毎週】、河本恭平（2025年7月5日-、以前は2024年7月6日-2025年3月15日まで編成→一時離脱）、森嶋正也（TBS SPARKLE、以前は担当プロデューサー）、橋本美和（以前はAP）、江原里実（ダイジョブス、2024年7月6日-）、福濱和美（TBS SPARKLE、2025年6月7日-）【週替り】
- 制作プロデューサー：正木敦（以前はエグゼクティブプロデューサー→監修→エグゼクティブプロデューサー）
- 制作：TBSテレビコンテンツ制作局制作1部
- 製作著作：TBS

過去のスタッフ
- ナレーター：浅野真澄（2013年4月13日のみ）、平尾明香、水田わさび
- 構成：興津豪乃、デーブ八坂、林田晋一、田中到、なかじまはじめ
- TM：近藤明人、森和哉
- TD：山田賢司、早川征典
- VE：藤本剛、青木智奈未、田中香鈴、平子勝隆、對間敏文、下斗米孝仁
- 撮影：宮崎慶太、北林良一、荒井隆之、鈴木菜奈
- 音声：藤井忍、伊藤璃子
- 照明：鹿島雄司、佐々木秀仁、鈴木英敬、山田詩音
- ロケ技術：イメージランド、だだだ、EAT、ジェイクルー、権四郎、テラリンク（全社→2020年2月1日のみ）
- オフライン：田中政行（2020年2月1日のみ）
- ドローン撮影：レイブプロジェクト（2020年2月1日のみ）
- 編集：磯辺宏章、笠原善之、薮中利樹、河野翔太、吉田俊夫
- MA：細川尚史（一時離脱►復帰）、和田真由美
- 音効：本間孝男、穂積尚子
- 美術プロデューサー：中原茂樹、太田卓志、岡嶋正浩（岡嶋→以前は美術デザイナー→一時離脱）
- 美術デザイナー：坂根洋子、金子靖明
- 美術制作：町山充洋、興(与)田滋、宇賀田暁彦、浅野美幸（浅野→2023年2月4日-、以前は美術ディレクター）
- 美術ディレクター：鈴木直美（2022年4月23日-、以前は美術制作）
- 大道具：柏幸希
- 小道具：小野保菜美
- アクリル：相澤香織、佐川由美子、原弥生子
- 持道具：京阪商会、岩本美徳、古澤梨好（古澤→2024年7月6日-2025年4月12日）
- メイク：アートメイクトキ（2025年4月12日まで）
- 生花：柳美帆、村佳子
- リサーチ：飯島克矩、星野茉莉奈、関口未来子、高橋勝喜、高橋直子、喜多あおい、亀ヶ谷美名、松嶋瑞妃、荒井元気、山元春奈、川山佳大、伊藤柊世、伊藤匡
- 公開放送：廣中信行、松元裕二
- データ放送：黒須威之、香川浩助、渡辺潤
- 制作協力：ジッピー（2020年2月1日のみ）
- 編成：渡辺信也、辻有一、石橋孝之、高橋智大（以前は演出）、中井芳彦、上田淳也、高橋正尚、青木伸介、川島優子、三浦萌、中西真央（中西→2022年1月22日-2023年6月）、小島健之（小島→2022年10月15日-）、東仲恵吾（東仲→2023年7月22日-）、松本佳奈子（松本→2023年10月28日-2024年6月）
- 宣伝：安倍由美（一時離脱→復帰）、香坂佳奈
- AD：佐々木美穂、松崎亮介、宮崎萌加、馬場健太郎、坂本春奈、神谷浩太郎、吉海亜莉沙、村田京介、伊東恵司、飛田一充、池野奈緒美、中元啓太、須藤駿、佐藤元、神谷浩太郎、後藤愛、宮本知佳、崔栄淳、野口佳穂、太田千瑛、若月翔平、早坂健太郎、大伴明生、松本大樹、川口結、鎌田秀嗣、和田ちさよ、佐藤慎太郎、鈴木凌裕、増井陽美、井上綾香、目代将人、阪本晃乃、萓野愛花、松浦直人、小形航平、酒井康佑、畑菜津美、上田可菜、米村公佑、柴崎祐輔、中田悠貴、佐藤陽、伊藤萌伽、太田昌太郎、柿木哲哉、織田哲生、成田明莉、大野栞（佐藤～織田→2020年2月1日のみ）、田中丈一、北村遥子、牛田創大、親川奈々実、浅野純也、梅田梨鼓、泉谷駿、青木芳樹、藤井里緒奈、水田彩未、饗庭渉、尾形翔吏、小林てれさ、柯乃心、富沢花菜、千葉桃香、湯本明日香、矢野敦士、本池美凪、李英哲、藤井悠馬、荒井玲奈、西薗楓、内海嘉織、佐藤旭、沼田高虎、野中元太、山川大輔
- AP：石川涼子、大曲夏奈子、水上智栄子、寺元由嘉（寺元→2020年2月1日のみ）、長谷部瞭、深澤めぐみ
- 協力P：平田さおり（以前は担当P）
- 制作P：江藤俊久
- 担当P：山口伸一郎（以前は総合演出[5]）、樋江井彰敏（以前はマネージメントP、樋江井→2020年10月10日-）
- マネージメントP：西川永哲、稲見亜矢、豊田壮一、渡辺英樹
- ディレクター：川崎敬、北川剛大、藁科誠、武田守弘、守屋愛子、渡部織映、大丸剛司、永井洋之、地濃愛、篠原輝成、佐久間隆太、持山勇太、小倉伸一、西村勇哉、千葉龍、南村洋志、西野昇三、岡本勝司、中野伸郎、清沢大地、須藤拓也、水賀美佑太、越當陽子、平野晃司、大井田遼太、唐澤景一、杉田愛美、木島雄大、松村淳（クリエイターズボックス）、細谷知世（唐澤・杉田→以前はAD、千葉～水賀美→2020年2月1日のみ、細谷→以前は演出兼務）、長井貴仁・小西憲太郎・伏貫健介・岩木伸次（TBS SPARKLE）、安藤愛、唐澤弦志、西野哲生、勝田拓也
- 演出：東野智久、岩本啓助、井手比佐士、床波芳孝、成田雅仁
- プロデューサー：浅野容子、北條とも子、森美恵子（北條・森→2020年2月1日のみ）、朝倉靖晶、時松隆吉（時松→2023年7月22日-2024年6月、一時離脱→復帰、以前は担当プロデューサー）、大塚麻衣（2023年7月22日-2024年10月）、神田祐子（オフィス神天、以前はプロデューサー→一時離脱→復帰→担当プロデューサー）
- チーフプロデューサー：小林弘典（2023年4月1日-2024年6月、以前はプロデューサー→2020年10月10日-2021年9月はチーフプロデューサー、2021年10月23日-2023年3月11日までエグゼクティブプロデューサー）

### スペシャル版（単発特番第4弾）
- 企画構成：田中到
- 構成：寺田智和、安部裕之、大西右人、佐藤俊明
- ナレーター：服部潤
- TM：長谷川晃司
- TD：山田賢司
- 撮影：中村年正
- VE：藤本剛
- 音声：渡邉学
- 照明：中川剛
- 編集：笠原善之
- MA：細川尚史
- 音効：本間孝男
- TK：野村佳乃子
- 美術プロデューサー：中原茂樹
- 美術デザイナー：坂根洋子、東愛里子
- 美術制作：町山充洋
- 大道具：相良比佐夫
- 電飾：西田和正
- 衣装：岡崎貴子
- メイク：アートメイクトキ
- リサーチ：フォーミュレーション
- 編成：渡辺信也
- 宣伝：奥住達也
- AD：齋藤舞、三宅麻希、猪俣豊、大坪香織、石原弘章
- AP：橋本美和、水上智栄子
- 制作進行：下原亜紀子
- デスク：石川素子
- ディレクター：長井貴仁、前島隆昭、渡部織映、古田隆文、宮田智久、伏貫健介
- 演出：山口伸一郎
- キャスティングプロデューサー：片山譲治、村口太郎、辻有一、瀧澤幸恵
- エグゼクティブプロデューサー：近藤誠（以前はチーフプロデューサー）
- マネージメントプロデューサー：西川永哲
- プロデューサー：小林弘典（以前は制作プロデューサー）、浅野容子、谷知明
- 総合演出：正木敦
- 制作協力：TBSビジョン

## ジョブチューンR
『ジョブチューンR』（ジョブチューンアール）は、TBSラジオで2013年4月6日から毎週土曜日の16:50 - 17:00に放送されていたミニ番組。
『ジョブチューン』の収録終了後に、田中みな実が「プロフェッショナル」のゲスト1組にインタビューをしていた。また、エンディングでは、『ジョブチューン』の次回予告を行っていた。
TBS RADIO podcasting954で配信されていた。
| 放送対象地域 | 放送局           | 系列    | 放送期間                      | 放送日時           | ネット状況 |
| ------------ | ---------------- | ------- | ----------------------------- | ------------------ | ---------- |
| 関東広域圏   | TBSラジオ（TBS） | JRN系列 | 2013年4月6日 - 2016年12月31日 | 土曜 16:50 - 17:00 | 制作局     |
| 岡山県       | 山陽放送（RSK）  | JRN系列 | 2013年6月1日 - 2014年3月29日  | 土曜 17:00 - 17:10 | 遅れネット |